# Rotoscope
Rotoscope (englisch rotoskopieren) ist die dritte EP der kanadischen Metal-Band Spiritbox. Das Album wurde am 22. Juni 2022 über Rise Records veröffentlicht.

## Entstehung
Im April 2022 erklärte Sängerin Courtney LaPlante gegenüber dem britischen Magazin Kerrang!, dass die Band bereits acht neue Lieder geschrieben habe. Diese würden sich sehr von denen des Debütalbums Eternal Blue unterscheiden. Auch wenn sie befürchtet, das manche Menschen die Lieder hassen werden wäre sie sehr aufgeregt. Die Lieder würden bei ihr das Gefühl wecken, schnell mit einem Auto durch die Gegend zu fahren, obwohl sie keinen Führerschein hat. Die drei für die EP verwendeten Titel wurden im Dezember 2021 geschrieben und im April 2022 aufgenommen. Die EP wurde von Daniel Braunstein und Mike Stringer produziert. Am 22. Juni 2022 wurde die EP ohne Vorankündigung veröffentlicht. Für das Titellied wurde ein Musikvideo gedreht, bei dem Max Moore Regie führte. Das Titellied wäre laut Courtney LaPlante stark von der Band Garbage inspiriert, während Sew Me Up starke Limp-Bizkit-Vibes hätte. Die drei Lieder würden laut Courtney LaPlante den Hörer mit auf eine Reise nehmen, auf der sie nachforscht, warum sie ihre Probleme mit ihrer Psychischen Gesundheit hat.

## Titelliste
1. Rotoscope – 3:35
2. Sew Me Up – 3:31
3. Hysteria – 3:44

## Rezeption

### Rezensionen
Maximo David vom Onlinemagazin Boolin Tunes schrieb, dass die EP „eine Überraschung in mehrfacher Hinsicht wäre. Spiritbox würden in ihrem Sound ein klares Wachstum und Progression zeigen“. Rotoscope wäre ein „Crashkurs in Spiritboxes frischestem, fesselnden und einzigartigen Songwriting“. David vergab 9,5 von zehn Punkten. Will Marshall vom Onlinemagazin Distorted Sound beschrieb Rotoscope als ihre „bis jetzt abwechslungsreichste und abenteuerlustigste Arbeit“. Rotoscope wäre ein „erfrischender Gangartwechsel, weg von ihrem polierten Metalcore des Debütalbums“. Marshall vergab acht von zehn Punkten.

### Bestenlisten
| Publikation | Liste                                  | Werk      | Platz |
| ----------- | -------------------------------------- | --------- | ----- |
| Loudwire    | The 50 Best Rock + Metal Songs of 2022 | Rotoscope | a     |